# Pablo Spínola Doria
Pablo Spínola Doria (Milán, 24 de febrero de 1628–Madrid, 23 de diciembre de 1699) político y diplomático español, de la casa Patricia de Spínola de Génova (Italia), era hijo del general de los tercios españoles y presidente del Consejo de Flandes, Filippo Spínola, III marqués de los Balbases y de su mujer Gironima Doria; nieto del conquistador de Breda, Ambrosio Spínola, retratado por Velázquez en el cuadro de las Lanzas, que fue creado Marqués de los Balbases en 1621. 

## Biografía
Fue el tercer marqués de los Balbases (con Grandeza de España), tercer duque de Sesto, duque de San Severino y marqués de Pontecurone, caballero y Trece de la Orden de Santiago, en la que también fue comendador de Carrizosa.  
Como político español de la alta nobleza, perteneció al Consejo de Italia, al Consejo de Estado y al Consejo de Guerra, fue Gobernador del Milanesado (1668-1670) donde ya había gobernado su abuelo Ambrosio Spínola entre 1629 y 1630. 
Fue el embajador español en la corte de Viena (1670-1676), pero su labor principal como diplomático español se realizó siendo junto con Pedro Ronquillo Briceño ministro plenipotenciario de España en la firma del tratado de paz con Francia de 1678 (Tratado de Nimega). Posteriormente actuó como embajador ante la corte de Francia de Luis XIV para concertar el matrimonio de María Luisa de Orleans con Carlos II de España, en 1679.

## Jurisdicción de Señorío
Durante el Antiguo Régimen tenía jurisdicción de señorío sobre la Villa , denominada entonces Los Valbases que formaba parte, en su categoría de pueblos solos, del Partido de Castrojeriz , uno de los catorce que formaban la Intendencia de Burgos, durante el periodo comprendido entre 1785 y 1833, en el Censo de Floridablanca de 1787, con alcalde ordinario.

## Matrimonio y descendencia
Contrajo matrimonio con Anna Colonna (1629-1689) en Roma el 24 de febrero de 1653, con quien tuvo 9 hijos, entre ellos a su primogénito Filippo, que sucedió en el título de marqués de los Balbases.

| Predecesor: Luis de Guzmán Ponce de LeónFrancisco de Orozco | Gobernador de Milán Abril de 1668 - septiembre de 1668Marzo de 1669 - mayo de 1670 | Sucesor: Francisco de OrozcoGaspar Téllez-Girón |